# Chambre de commerce et d'industrie de Millau Sud-Aveyron
Vous venez d’apposer le modèle de débat d'admissibilité.
Avant toute chose, veuillez créer la page de débat correspondante en cliquant ici.
- Une fois la page de vote initialisée, rafraîchissez cette page, et le bandeau prendra son aspect définitif.
- Si votre débat d'admissibilité est groupé (le motif et l’argumentation doivent être les mêmes), modifiez cette page pour ajouter au modèle le paramètre « cat » suivi du nom de la page de discussion de l’article pour lequel la page de débat existe déjà (ex. : cat=Discussion:Nom_de_l'autre_article). Ensuite, suivez les nouvelles instructions qui apparaissent.
- Vous pouvez également utiliser le paramètre « type » pour faciliter l’accès aux critères d’admissibilité. Exemple : {{suppression|type=mot-clé}}. Liste des mots-clés existants : fiction, musique, art visuel, fanzine, jeu de société, porno, sportif, association, enseignement, société, site web, route, nombre, (Liste complète ici).

| 1. | Créez la page de débat d'admissibilité.                                                                      | Sauvegardez d’abord la page pour l’initialiser puis indiquez votre motivation.                                                  |
| 2. | Important : ajoutez une entrée dans la section Débat d'admissibilité du jour.                                | Utilisez ce texte : *{{L\|Chambre de commerce et d'industrie de Millau Sud-Aveyron}}                                            |
| 3. | Pensez à informer les contributeurs principaux de la page et les projets associés lorsque cela est possible. | Utilisez ce texte : {{subst:Avertissement débat d'admissibilité\|Chambre de commerce et d'industrie de Millau Sud-Aveyron}}~~~~ |

La chambre de commerce et d'industrie de Millau Sud-Aveyron est un établissement public à caractère administratif, elle est l'une des deux CCI de l'Aveyron. Son siège est situé à Millau au 38, boulevard de l'Ayrolle.
La chambre fait partie de la chambre régionale de commerce et d'industrie Midi-Pyrénées.

## Missions
À ce titre, elle est un organisme chargé de représenter les intérêts des entreprises commerciales, industrielles et de service de l'arrondissement de Millau, Saint-Affrique et Roquefort et de leur apporter certains services. C'est un établissement public qui gère en outre des équipements au profit de ces entreprises.
Comme toutes les CCI, elle est placée sous la tutelle du préfet du département représentant le ministère chargé de l'industrie et le ministère chargé des PME, du Commerce et de l'Artisanat.

### Service aux entreprises
- Centre de formalités des entreprises
- Assistance technique au commerce
- Assistance technique à l'industrie
- Assistance technique aux entreprises de service
- Point A (apprentissage)

### Gestion d'équipements
- Aérodrome de Millau-Larzac

### Centres de formation
- Institut Supérieur de Formation aux Métiers de l'énergie (ISFME) à Saint-Affrique.
- École des métiers de l'animation et des techniques d'ambiance (The Village) à Saint-Affrique.
- Centre d'études de langue (CEL).

## Historique
- 28 novembre 1898 : Création de la chambre.
- 26 janvier 2009 : Décret no 2009-97 sur la fusion de la chambre avec celle de Rodez pour former la chambre de commerce et d'industrie de l'Aveyron courant 2010.

## Pour approfondir